# Манастир Манастирак
Манастир Манастирак или Мали манастир (Манастир Светог Николаја Мириклијског) налази се у Великој Крушевици, неколико километара северно од Рековца. Манастир припада Епархији шумадијској Српске православне цркве.

## Положај и историјат
Не постоје поуздани подаци када је у Великој Крушевици, неколико километара северно од Рековца подигнут Манастирак или Мали манастир, али према традицији, грађевина је настала почетком 15. века у време Деспота Стефана Лазаревића, истовремено са оближњим манастиром Каленић. Када су 2006. године рађена археолошка ископавања и испитивања, тада су у храму пронађени темељи знатно старије цркве. Поред овога у темељима су пронађени сребрњаци са ликом Цара Лазара и сребрени медаљон са натписом „Хребељановићи”, као и многи други предмети из косовског и покосовског боја.
Мада црква није испитана, у делу литературе (В. Ристић, Моравска архитектура, 175) овај триконхос сажете варијанте плана уписаног крста, чији се само попречни крак испољава у крововима, док је полуобличасти подужни свод спуштен знатно ниже, смешта се у моравске споменике млађег раздобља, ближе добу турске власти. Ово мишљење подупиру и облици веома узаних правоугаоних прозорских отвора на апсидама и тамбуру куполе, који би требало да буду из времена подизања храма.
После Другог светског рата храм Светог Николаја у Великој Крушевици био је парохијска црква. У току свог више вековног постојања, овај средњовековни манастир је неколико пута био запуштен и поново оживљаван. Године 2004. Епископ шумадијски Господин Јован осветио је нови конак а 13. јула 2008. године обновљени Светониколајевски храм манастира Манастирак.
Епископ шумадијски Господин Јован осветио је 13. јула 2008. године обновљени Светониколајевски храм манастира Манастирка.

## Архитектура
Манастирска црква Светог Николе представља непокретно културно добро као споменик културе, решењем Републичког завода за заштиту споменика културе Београд бр. 964/3 од 21. октобра 1963. године. Црква по свом облику, начину градње и декорацији припада моравској градитељској традицији, односно по много чему подсећа на Каленић.
На западној страни је велика правоугаона припрата. Изнад централног простора уздиже се осмострана купола која у односу на основу цркве има наглашену висину, што је постигнуто постављањем коцкастог постоља испод доње ивице кубета. Фасада је декоративно обрађена наизменичним редовима опеке, камена и кречног малтера, слично осталим грађевинама моравске уметности. Црква има вајарску орнаментику сконцентрисану око портала и прозора. Правоугаони прозорски отвори на апсидама и тамбуру куполе, су из времена подизања храма.